# Stenbocken (stjärntecken)
Stenbocken (latin: Capricornus; grekiska: Αἰγόκερως, Aigokerōs; engelska: Capricorn; symbol: ♑) är ett astrologiskt stjärntecken i zodiaken.